# 孔杜里里區
孔杜里里區（西班牙語：Distrito de Conduriri），是秘魯的一個區，位於該國東南部普諾大區的埃爾科廖省，始建於1993年9月24日，面積1,005.67平方公里，海拔高度3,950米，2005年人口4,277，人口密度每平方公里4.3人。